# Salt Lick (Kentucky)
Salt Lick – miasto w Stanach Zjednoczonych, w stanie Kentucky, w hrabstwie Bath.